# 卡雷尼奥港
卡雷尼奥港（西班牙语：Puerto Carreño）是哥伦比亚比查达省的首府，创立于1930年，与委内瑞拉接壤，位于奥里诺科河沿岸。 气候炎热，干燥，雨季为4月到10月，平均气温为28°C。